# El Bac (Camprodon)
El Bac és una masia situada a l'est de Beget, al municipi de Camprodon, administrativament a la comarca del Ripollès però geogràficament a l'Alta Garrotxa.